# Тир (місяць)
Тир (перс. تیر) — четвертий місяць іранського календаря, складається з 31 дня. У григоріанському календарі йому відповідає проміжок 22 червня — 22 липня.

## Етимологія
Місяці в іранському календарі носять зороастрійські назви. Тир походить від слова Тиштрія, авестійського позначення зорі Сіріус.

## Офіційні свята
Офіційних свят у місяці Тир немає.

## Знаменні події і вшанування
- 6 тир — Фестиваль лілії
- 15 тир — День вегетаріанства
- 21 тир — День хіджабу і цнотливості[ru]